# Hương Tràm
Phạm Thị Hương Tràm (sinh ngày 15 tháng 5 năm 1995), thường được biết đến với nghệ danh Hương Tràm hay Charmy Pham, là một nữ ca sĩ, sáng tác nhạc người Việt Nam. Cô bắt đầu được biết đến khi trở thành quán quân của mùa đầu tiên trong cuộc thi truyền hình Giọng hát Việt. Ngoài ra, cô cũng là nghệ sĩ đã giành được một giải Mnet Asian Music Award và hai giải Cống hiến, qua đó giúp cô trở thành nghệ sĩ trẻ nhất nhận đề cử và giành giải Cống hiến ở tuổi 18.

## Tiểu sử
Cô sinh ra tại Vinh, Nghệ An, từng học tại Trường THPT Huỳnh Thúc Kháng (Vinh). Cô sinh ra trong gia đình có truyền thống về nghệ thuật. Bố là NSND Tiến Dũng chuyên về dòng nhạc dân gian, từng đoạt Huy chương Vàng tiếng hát chuyên nghiệp toàn quốc năm 1987 với ca khúc "Đi trong hương tràm", nay đang là Phó Giám đốc Sở Văn hóa Thể thao & Du lịch Nghệ An. Mẹ là bà Dư Thị Thủy, nghệ sĩ tại Đoàn ca múa Nghệ An. Hương Tràm còn có người anh trai là Phạm Tiến Mạnh, thí sinh dự thi lọt vào top 10 chương trình Sao Mai Điểm hẹn năm 2010.
Hương Tràm và Đinh Hương - Á quân Giọng hát Việt 2012 có quan hệ họ hàng. Bố của Hương Tràm là anh họ của mẹ Đinh Hương. Cả hai mang trong mình dòng máu con cháu của dòng họ Nguyễn Cảnh.

## Sự nghiệp

### 2012 – 2015
Hương Tràm tham dự cuộc thi Giọng hát Việt năm 2012. Sau đêm phát sóng đầu tiên của chương trình tối ngày 8 tháng 7, với phần trình diễn ca khúc "I Will Always Love You", cô nhận được sự lựa chọn của bốn vị giám khảo. Sau đó, cô chọn vào đội của Thu Minh. Sau khi đăng quang, cô cho biết cuộc thi The Voice là một bước ngoặt lớn trong cuộc đời mình và mong khán giả nhìn vào thành công của chương trình và nỗ lực của thí sinh.

### 2016 – nay
Năm 2016, cô dự thi chương trình Hòa âm ánh sáng và đoạt giải vàng (Noo Phước Thịnh là quán quân). Sau đó cô ra mắt MV "Ngốc" và bài hát nhanh chóng trở thành hit. Đến cuối năm 2016, cô ra mắt bài hát Cho em gần anh thêm chút nữa, với giai điệu bắt tai, bài hát được bạn trẻ Việt Nam đón nhận.
Năm 2017 là một năm thành công đối với Hương Tràm, cô ra mắt bài hát Em gái mưa, tạo nên cơn sốt lớn trong cộng đồng âm nhạc Việt Nam. Những bản cover, những dự án parody xuất hiện khắp nơi và cụm từ "em gái mưa" trong giới trẻ cũng được hình thành. MV ngôn tình thoáng chút buồn của cô gái trẻ tuổi mới lớn này đã giúp Hương Tràm giành chiến thắng ở hạng mục MV của năm tại Lễ trao giải Cống Hiến 2018. Ngoài ra, cô còn là giám khảo Giọng hát Việt nhí 2017.
Đến tháng 6 năm 2018, Hương Tràm tung MV "Duyên mình lỡ". Tháng 1 năm 2019, cô tổ chức liveshow đầu tiên "Hộp thư số 1".
Ngày 5 tháng 5 năm 2019 trong buổi họp báo ra mắt MV "Ra là em quá mong manh", Hương Tràm tuyên bố sẽ tạm dừng ca hát để sang Mỹ du học.
Năm 2020, cô đã kết hợp với Tiên Cookie và Biti's Hunter cho ra sản phẩm âm nhạc "Đi để trở về 5 - Tết chỉ cần được trở về" vào cuối tháng 12, gốm 2 phần. Phần 1 kể về hành trình về nhà đón tết của một người anh có cô em gái đang du học vì dịch bệnh mà không về được. Phần 2 kể về nỗi buồn nuối tiếc và tủi thân của một du học sinh khi phải xa gia đình và đón tết một mình nhưng vẫn tỏ ra vui vẻ.
Năm 2021, Hương Tràm lấy thêm nghệ danh là Charmy Pham. Theo cô, việc lấy nghệ danh này là để thuận tiện hơn trong việc giao tiếp tại nước ngoài.
Năm 2023, Hương Tràm ra EP "LALALA" gồm 3 bài hát theo dòng nhạc Latinh.

## Danh sách đĩa nhạc

#### Album phòng thu
- Chờ (2014)

### Đĩa mở rộng
- Với em là mãi mãi (2013)
- Merry Christmas 2013 (2013)
- The Remix New Year (2016)
- Hãy mang đi xa (HaMaDiXa) (2016)
- LALALA (2023)
- Sweet Home (2024)
- Gifts4Seasons (2024)

### Đĩa đơn
| Năm  | Tên                                                  | Ghi chú                                            |
| ---- | ---------------------------------------------------- | -------------------------------------------------- |
| 2013 | "Ngại ngùng"                                         | Trích từ Chờ                                       |
| 2013 | "Sẽ có người cần anh"                                | Cùng Cao Thái Sơn                                  |
| 2013 | "Vì anh"                                             |                                                    |
| 2014 | "Angel"                                              |                                                    |
| 2014 | "Sao anh vẫn chờ"                                    | Trích từ Chờ                                       |
| 2015 | "Người từng yêu anh rất sâu nặng"                    |                                                    |
| 2015 | "I'm Still Loving You"                               |                                                    |
| 2015 | "Lời hứa"                                            | Cùng The Men                                       |
| 2016 | "Ngốc"                                               |                                                    |
| 2016 | "Vẫn luôn chờ mong"                                  |                                                    |
| 2016 | "Ngày cưới"                                          | Cùng Khắc Việt                                     |
| 2016 | "Ngốc 2 (Hãy để em quên)"                            |                                                    |
| 2016 | "Ai đằng sau lưng em"                                | Cùng Trịnh Thăng Bình                              |
| 2016 | "Cho em gần anh thêm chút nữa"                       | Nhạc phim Cho em gần anh thêm chút nữa             |
| 2016 | "Mùa đông tình yêu"                                  | Cùng Bùi Anh Tuấn                                  |
| 2017 | "Hương tóc"                                          |                                                    |
| 2017 | "Ta còn thuộc về nhau"                               |                                                    |
| 2017 | "Em gái mưa"                                         | Cùng Mr.Siro                                       |
| 2017 | "Anh, thế giới và em"                                | Cùng Phan Mạnh Quỳnh                               |
| 2017 | "Hai thế giới"                                       | Nhạc phim Giấc mơ Mỹ (The American Dream)          |
| 2017 | "Cánh hoa tàn"                                       | Cùng Nene, nhạc phim Mẹ chồng                      |
| 2017 | "I Want You Now"                                     |                                                    |
| 2018 | "Rộn ràng nhịp tết (Hoaprox Remix)"                  | Cùng Hoaprox và Mr. T                              |
| 2018 | "Nơi tôi thuộc về"                                   | Cùng Soobin Hoàng Sơn, Hòa Minzy, Đức Phúc và Erik |
| 2018 | "Nhắn gửi thanh xuân"                                | Nhạc phim Em gái mưa                               |
| 2018 | "Vụt sáng thành vì sao"                              | Cùng Đức Phúc và Hoàng Thùy Linh                   |
| 2018 | "Duyên mình lỡ"                                      |                                                    |
| 2018 | "Gửi anh và cô ấy"                                   |                                                    |
| 2018 | "Chút tình đã quên"                                  | Nhạc phim Hoán đổi                                 |
| 2018 | "Live for This Moment"                               |                                                    |
| 2019 | "Ra là em đâu quá mong manh"                         |                                                    |
| 2019 | "Chúng ta không có sau này"                          |                                                    |
| 2019 | "Vì sao anh cố giấu"                                 |                                                    |
| 2020 | "Đi để trở về 5 \| Tết chỉ cần được trở về - Phần 1" | Kết hợp với Tiên Cookie và Biti's Hunter           |
| 2020 | "Đi để trở về 5 \| Tết chỉ cần được trở về - Phần 2" | Kết hợp với Tiên Cookie và Biti's Hunter           |
| 2021 | "Đong tình"                                          |                                                    |

## Giải thưởng

### Giải thưởng Âm nhạc Cống hiến
| Năm  | Hạng mục                | Đề cử cho    | Kết quả   | Tham khảo |
| ---- | ----------------------- | ------------ | --------- | --------- |
| 2013 | "Nghệ sĩ mới của năm"   | Hương Tràm   | Đoạt giải |           |
| 2018 | "Video âm nhạc của năm" | "Em gái mưa" | Đoạt giải |           |

### Giải khác
- Quán quân của Giọng hát Việt 2012
- Giải nhất cup Vàng cuộc thi Hòa âm ánh sáng 2016
- Giải thưởng Làn Sóng Xanh cho hòa âm phối khí (Vẫn luôn chờ mong)
- Giải thưởng top 20 MV của năm Yan Vpop20 Awards (Ngốc)
- Giải thưởng Làn Sóng Xanh cho top 5 nghệ sĩ hiện tượng
- Ca khúc pop/ballad được yêu thích nhất - Zing Music Awards (ZMA) 2017
- Nữ ca sĩ được yêu thích nhất - Zing Music Awards 2017
- Giải thưởng Làn Sóng Xanh cho Đĩa đơn của năm (Em gái mưa) - Đề cử
- Giải thưởng Làn Sóng Xanh cho Bài hát hiện tượng (Em gái mưa)
- Giải thưởng Nghệ sĩ Việt Nam xuất sắc nhất-Giải thưởng Mnet Asian Music Award 2018 (MAMA)

## Buổi biểu diễn
- Ngày 11 tháng 1 năm 2019: Liveshow Hộp thư số 1 tại Cung Văn hóa Hữu nghị Hà Nội.[15]

## Chương trình
- Ngày 16 tháng 12 năm 2023: Ca sĩ mặt nạ (mùa 2) ALLSTAR CONCERT - Khách Mời Trình Diễn